# Pau Gasol
Pau Gasol Sáez (Barcelona, 6 de julho de 1980) é um ex-jogador espanhol de basquete profissional.
Ele foi seis vezes selecionado para o All-Star Game e ganhou dois títulos da NBA com o Los Angeles Lakers em 2009 e 2010. Ele foi o Novato do Ano em 2002 com o Memphis Grizzlies, sendo o primeiro jogador não americano a ganhar esse prêmio.
Gasol foi selecionado pelo Atlanta Hawks como a terceira escolha geral no draft da NBA de 2001, mas foi negociado com o Memphis Grizzlies. Após mais de seis temporadas na equipe, Gasol jogou pelo Los Angeles Lakers (2008–2014), Chicago Bulls (2014–2016), San Antonio Spurs (2016–2019) e Milwaukee Bucks (2019).
Internacionalmente, Gasol ganhou um título da Copa do Mundo da FIBA, três títulos do EuroBasket, duas medalhas de prata e uma medalha de bronze nas Olimpiadas. Ele, junto com Krešimir Ćosić, detém o recorde de mais prêmios de MVP do EuroBasket com dois.
Em 2021, tornou-se membro do Comitê Olímpico Internacional (COI). Ele é o irmão mais velho do também jogador da NBA, Marc Gasol.

## Primeiros anos
Gasol nasceu em Barcelona. Ambos os seus pais jogavam basquete em ligas organizadas. Seu pai Agustí, enfermeiro administrador, media 1,91 m, e sua mãe Marisa, médica, 1,85 m. Quando Gasol nasceu, sua família morava em Cornellà, embora ele tenha nascido em Barcelona, no Hospital Sant Pau, onde seus pais trabalhavam. Quando ele tinha 6 anos, sua família mudou-se para uma cidade próxima a Barcelona, Sant Boi de Llobregat, onde passou o resto de sua infância. O primeiro esporte que ele jogou foi o rugby, antes de mudar para o basquete. Ele é descrito como "um menino de família e o aluno perfeito, um pouco tímido e um pouco brincalhão".
Ele originalmente não queria fazer do esporte. No dia em que Magic Johnson anunciou seu status de HIV positivo em 1991, Gasol, de 11 anos, que ouvira a notícia na escola, decidiu que queria ser médico e encontrar uma cura para a AIDS. Ele se matriculou na faculdade de medicina da Universidade de Barcelona em 1998, mas saiu depois de um ano quando sua carreira de basquete no FC Barcelona avançou.

## Carreira profissional

### Barcelona (1998–2001)
Gasol começou a jogar basquete como pivô com seu time da escola, Llor, e acabou assinando com o Cornellà. Quando ele tinha dezesseis anos, ele começou a jogar pelas divisões de base do Barcelona.
Em 17 de janeiro de 1999, Gasol estreou na equipe sênior do Barcelona. Ele jogou em apenas 25 minutos na temporada de 1998-99 da Liga ACB e teve média de 13,7 minutos no ano seguinte. No entanto, em sua última temporada na ACB, Gasol teve médias de 12,4 pontos e 5,8 rebotes em 24,7 minutos. O Barcelona venceu a Copa do Rei em 2001 e Gasol foi nomeado o MVP.

### Memphis Grizzlies (2001–2008)

#### 2001–2005: Estreante do Ano e primeiras aparições nos playoffs

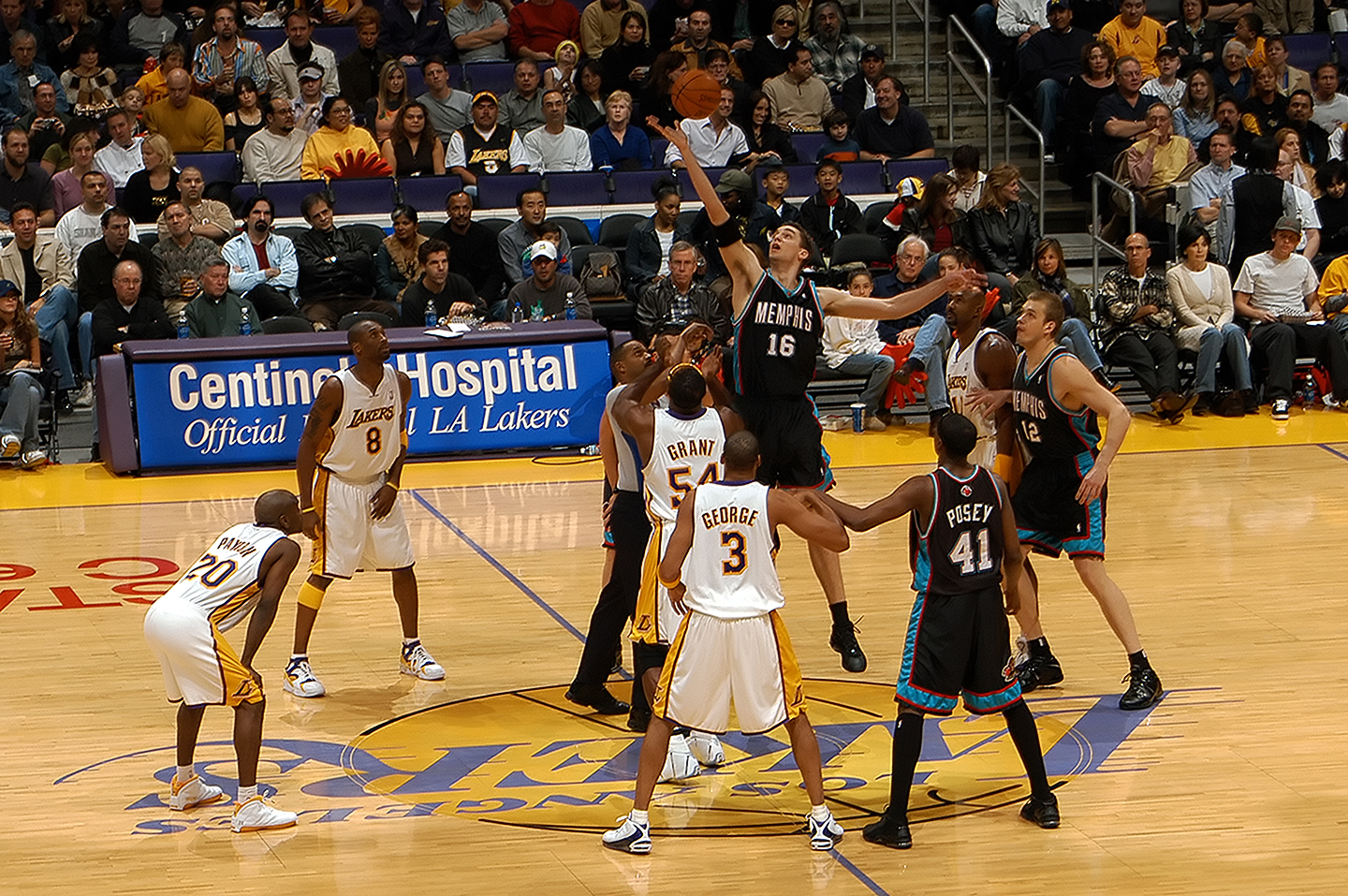
Gasol ganhando uma bola ao alto enquanto jogava contra o Los Angeles Lakers na temporada de 2003-04.

No draft da NBA de 2001, Gasol foi selecionado pelo Atlanta Hawks como a terceira escolha geral. Ele foi trocado com o Memphis Grizzlies em troca de Shareef Abdur-Rahim.
Em sua primeira temporada com os Grizzlies, Gasol se tornou o primeiro jogador estrangeiro a ganhar o Prêmio de Novato do Ano e foi nomeado para a Primeira-Equipe da NBA. Ele teve médias de 17,6 pontos e 8,9 rebotes e também foi o único membro da equipe a jogar em todos os 82 jogos naquela temporada.
Em seu segundo ano, Gasol liderou a equipe em pontuação com média de 19,0 pontos e, pelo segundo ano consecutivo, jogou em todos os 82 jogos. Durante sua terceira temporada, ele perdeu o primeiro jogo de sua carreira com uma lesão no pé em 5 de abril de 2004, que quebrou sua série de 240 jogos consecutivos. Ele pegou o 1.500º rebote em 12 de novembro de 2003 contra o Orlando Magic e marcou seu 3.000º ponto em 31 de outubro de 2003 contra o Boston Celtics. Apesar de ter 22 pontos no Jogo 4 contra o San Antonio Spurs, o maior por um jogador dos Grizzlies nos playoffs, seu time foi eliminado na primeira rodada. Esta foi a primeira viagem dos Grizzlies e Gasol aos playoffs da NBA. Em 11 de janeiro de 2005, ele registrou 31 pontos e quatro bloqueios contra o Indiana Pacers e chegou a marca de 5.000 pontos e 500 bloqueios em sua carreira, tornando-se o 10º jogador mais rápido a atingir 5.000 pontos / 500 bloqueios desde a temporada de 1973-74. Ele também ajudou seu time a chegar aos playoffs pela segunda vez em sua carreira, mas eles foram eliminados na primeira rodada pelo Phoenix Suns.

#### 2005–2008: Primeiro All-Star e recordes

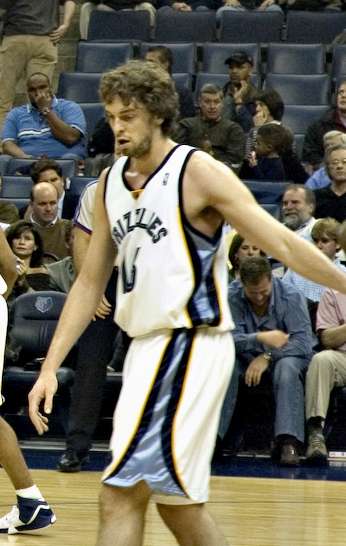
Gasol jogando pelos Grizzlies

Em seu quinto ano com os Grizzlies, ele se tornou o maior jogador com mais rebotes pela equipe com 3.072. Gasol e os Grizzlies voltaram aos playoffs pela terceira vez na história dele e de sua equipe. Mais uma vez, eles foram eliminados na primeira rodada e não venceram um único jogo contra o Dallas Mavericks.
Em 9 de fevereiro de 2006, Gasol foi selecionado para jogar no All-Star Game de 2006 em Houston como reserva da Conferência Oeste. Ele foi o primeiro jogador de basquete espanhol, bem como o primeiro jogador dos Grizzlies, a chegar ao All-Star Game.
Gasol perdeu os primeiros 23 jogos da temporada de 2006-07 devido a uma fratura no pé sofrida na semifinal da Copa do Mundo de 2006. Em 7 de março de 2007, ele superou Shareef Abdur-Rahim como o maior pontuador de todos os tempos dos Grizzlies com 7.809 pontos.

### Los Angeles Lakers (2008–2014)

#### 2008–2011: Títulos consecutivos

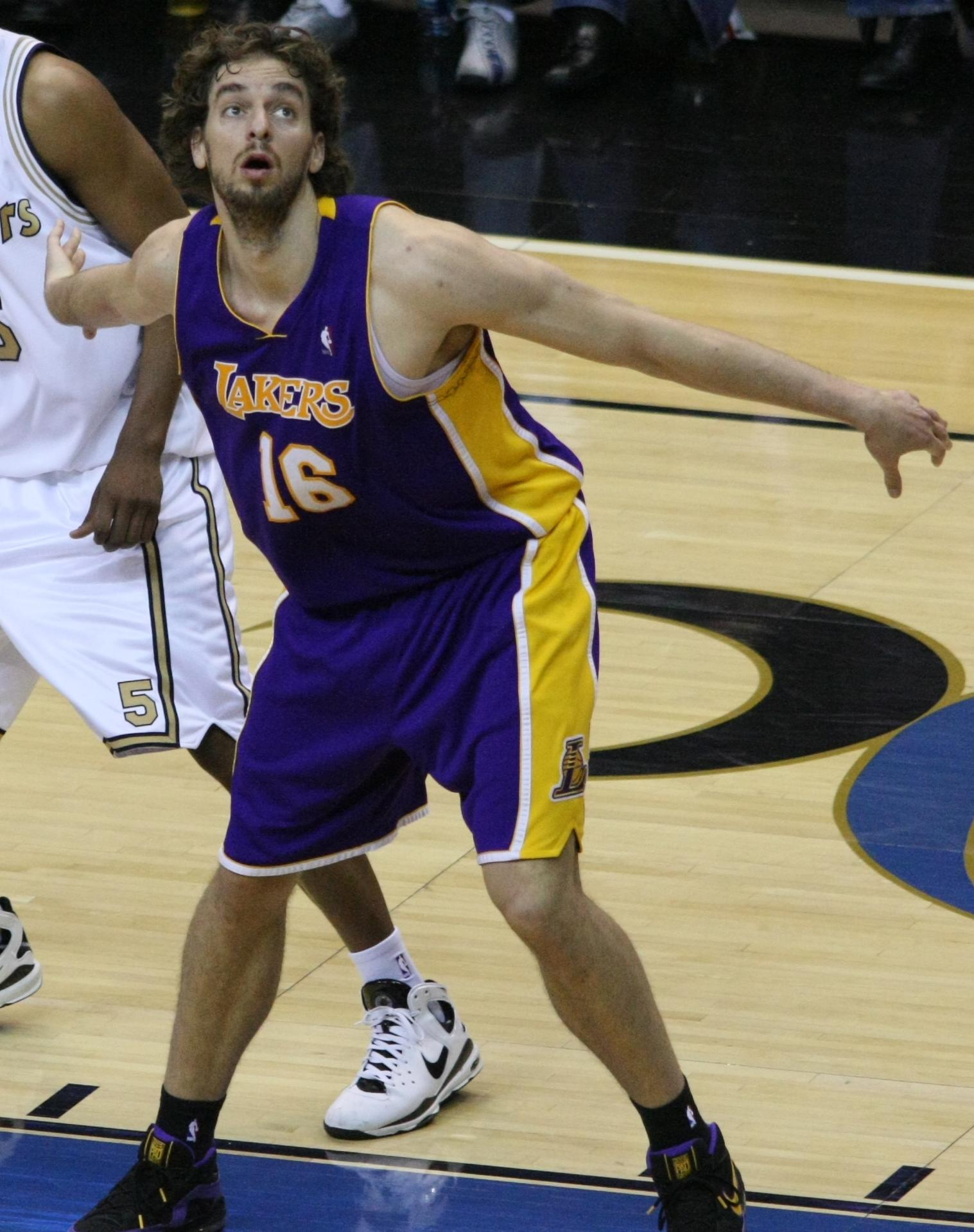
Gasol em 2008

Em 1º de fevereiro de 2008, Memphis negociou Gasol para o Los Angeles Lakers, junto com uma escolha de segunda rodada de 2010, em troca de Kwame Brown, Javaris Crittenton, Aaron McKie, Marc Gasol (irmão mais novo de Pau) e uma escolha de primeira rodada de 2008 e 2010. Quando Gasol deixou os Grizzlies, ele detinha doze recordes da franquia, incluindo jogos, minutos, lances livres feitos e tentados, rebotes, tocos, turnovers e pontos.
Em 5 de fevereiro, Gasol fez seu primeiro jogo pelos Lakers e registrou 24 pontos e 12 rebotes em uma vitória por 105-90 contra o New Jersey Nets. Gasol ajudou a equipe a terminar a temporada regular com o melhor recorde da Conferência Oeste (57-25).

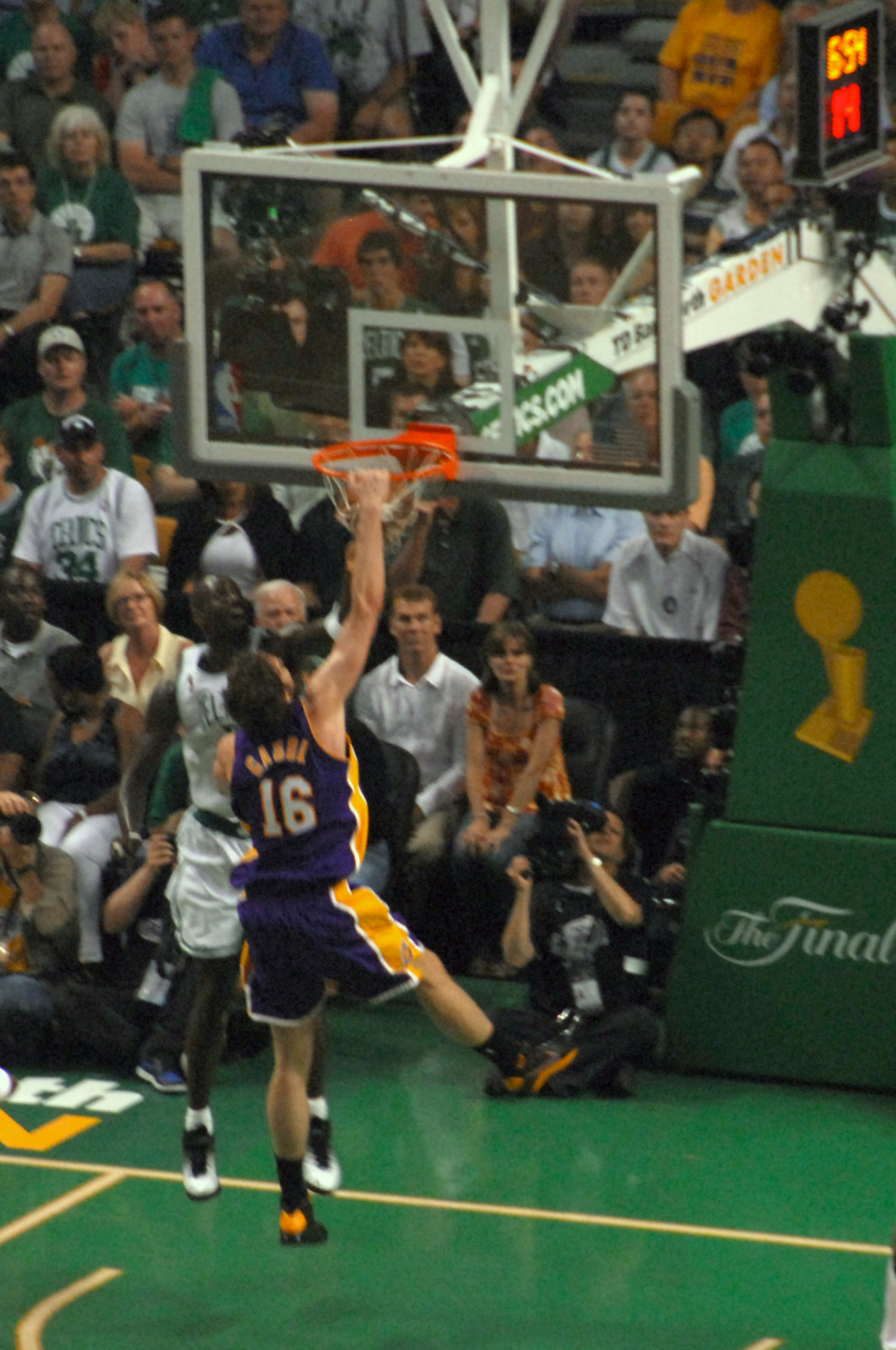
Gasol enterrando no Jogo 2 das finais da NBA de 2008

No jogo de abertura dos playoffs, ele registrou 36 pontos, 16 rebotes, 8 assistências e 3 tocos. Quando os Lakers varreram o Denver Nuggets na primeira rodada, foi a primeira viagem de Gasol para a segunda rodada em quatro tentativas. Ele contribuiu com 17 pontos e 13 rebotes no Jogo 6 contra o Utah Jazz para ajudar os Lakers a avançar para as finais da conferência. Em 31 de maio, ele registrou 19 rebotes em uma vitória decisiva contra o San Antonio Spurs, e se tornou o primeiro espanhol a chegar às finais da NBA. Los Angeles perdeu em seis jogos contra Boston Celtics nas finais, incluindo uma derrota por 131-92 no Jogo 6. Nos playoffs, Gasol foi o segundo líder dos Lakers em médias de pontos (16,9), rebotes (9,3) e assistências (4,0).
Em 2 de janeiro de 2009, em uma vitória contra o Utah Jazz, Gasol marcou seu 10.000º ponto na NBA. Gasol foi selecionado pela segunda vez para o All-Star Game como reserva da Conferência Oeste na temporada de 2008-09. Ele também foi nomeado Jogador do Mês da Conferência Oeste depois de ajudar os Lakers a chegar a um recorde de 11-2 em fevereiro. Ele terminou a temporada regular com médias de 18,9 pontos, 9,6 rebotes, 3,5 assistências e 1 bloqueio. Gasol ganhou seu primeiro anel de campeão da NBA quando os Lakers derrotaram o Orlando Magic nas finais de 2009.
Em 24 de dezembro de 2009, Gasol assinou um contrato de 3 anos e US$ 64,7 milhões. Gasol conquistou sua terceira aparição no All-Star Game como reserva da Conferência Oeste e terminou a temporada regular com médias de 18,3 pontos, 11,3 rebotes, 3,4 assistências e 1,7 bloqueios. Nas Semifinais da Conferência contra o Utah Jazz, ele teve médias de 23,5 pontos e 14,5 rebotes e, finalmente, nas Finais da Conferência contra o Phoenix Suns, ele teve médias de 19,7 pontos e 7,2 rebotes. No Jogo 7 das Finais da NBA contra o Boston Celtics, Gasol registrou 19 pontos, 18 rebotes e dois bloqueios enquanto os Lakers ganhava o bi-campeonato.
Desafiado pelo técnico dos Lakers, Phil Jackson, a ser mais assertivo enquanto Kobe Bryant se recuperava de uma cirurgia no joelho, Gasol começou a primeira semana da temporada com médias de 25,3 pontos, 10,3 rebotes e 5,0 assistências e foi nomeado o Jogador da Semana da Conferência Oeste. Ele ganhou sua terceira seleção para o All-Star Game consecutiva e teve médias de 19 pontos e 10 rebotes. Ele também foi selecionado para a Segunda-Equipe da NBA pela primeira vez em sua carreira. Nos playoffs, Gasol teve média de apenas 13 pontos em 10 jogos e os Lakers foram varridos pelo Dallas Mavericks na segunda rodada. Gasol ignorou os falsos relatos sobre seu status de relacionamento com a namorada como causa de seu mau desempenho e aceitou as críticas como válidas.

#### 2011–2014: Falha na troca e nos últimos anos com o Lakers
Durante a temporada de 2011-12, Gasol e seu companheiro de equipe, Lamar Odom, foram submetidos a rumores de troca envolvendo o ex-armador do New Orleans Hornets, Chris Paul. Depois que a troca fracassou, Gasol prometeu que isso não afetaria a maneira como ele jogava. Odom, por outro lado, estava irritado com a organização e foi negociado com o Dallas Mavericks por uma futura escolha de primeira rodada. Depois que o co-capitão dos Lakers, Derek Fisher, foi negociado em março de 2012, Gasol se juntou a Bryant como co-capitães da equipe. Ele ganhou o NBA Community Assist Award de 2011-12.

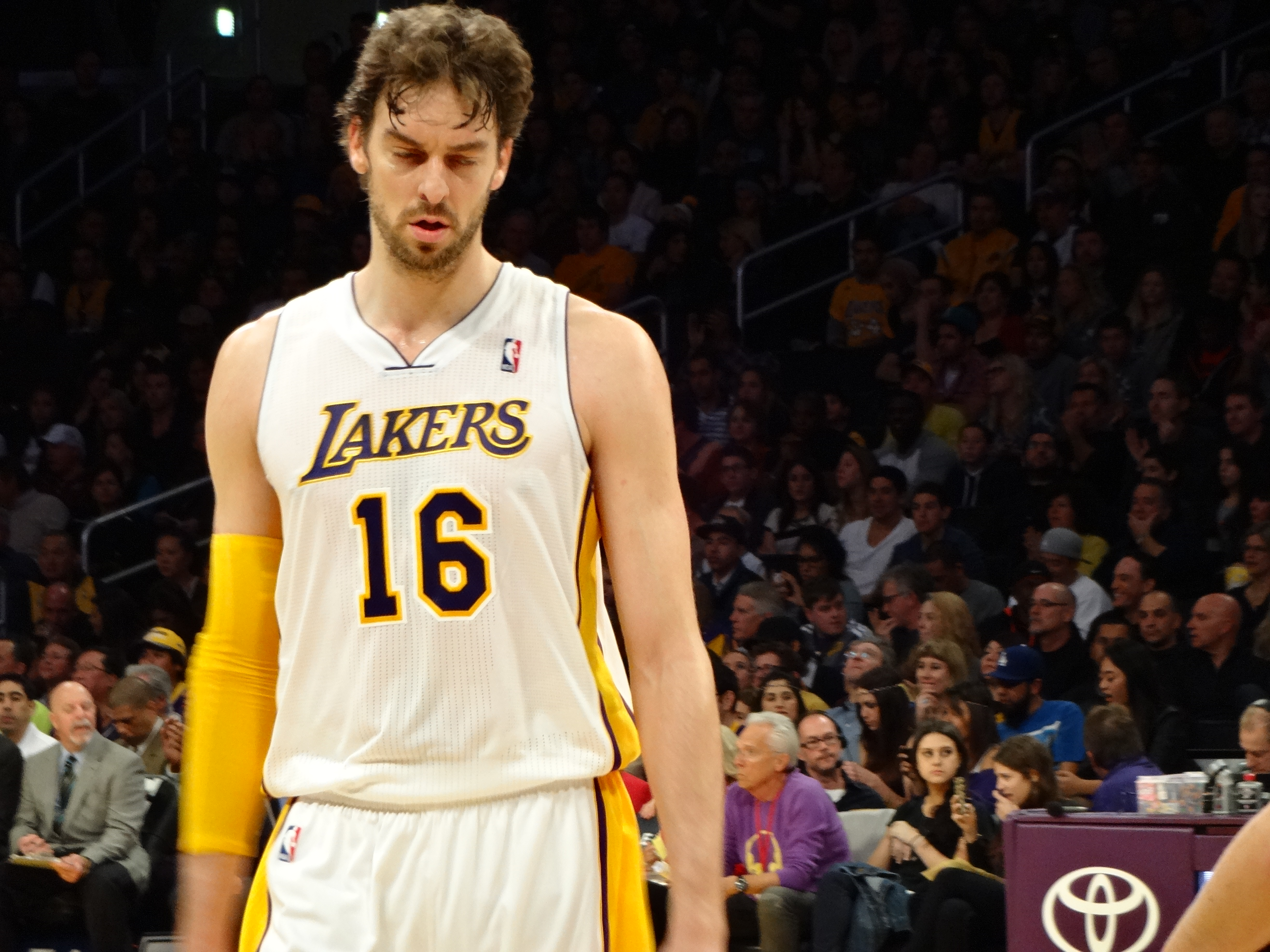
Gasol foi reserva depois de ser titular em 345 jogos pelos Lakers.

Após um início de 1-4 na temporada de 2012-13, os Lakers substituíram o técnico Mike Brown por Mike D'Antoni. Depois de sete jogos sob o comando de D'Antoni, Gasol tinha médias de 10,1 pontos e 8,0 rebotes e ficou no banco no quarto quarto em vários jogos. A equipe teve dificuldades para envolver Gasol no ataque de D'Antoni, que historicamente não tinha pivôs. Em 18 de novembro de 2012, em uma vitória contra o Houston Rockets, Gasol marcou seu 15.000º ponto na NBA. Em 7 de janeiro de 2013, Gasol recebeu um golpe no rosto de JaVale McGee do Denver Nuggets no quarto quarto de uma derrota por 112-105. Ele sofreu uma concussão, forçando-o a perder os próximos cinco jogos. Em seu primeiro jogo de volta, ele foi reserva depois de ter sido titular em seus primeiros 345 jogos com os Lakers. No jogo seguinte, ele voltou ao time titular e marcou 25 pontos contra o Toronto, apenas seu segundo jogo de 20 pontos da temporada. No entanto, no jogo seguinte, D'Antoni colocou Gasol como reserva, uma mudança que o treinador considerou permanente. Ele terminou a temporada com médias de 13,7 pontos e 8,6 rebotes, seus números mais baixos desde sua primeira temporada com os Lakers. Ele estava limitado a 49 jogos, o menor número de sua carreira. No entanto, ele teve três triplos-duplos em seus últimos sete jogos, incluindo os playoffs.

### Chicago Bulls (2014–2016)

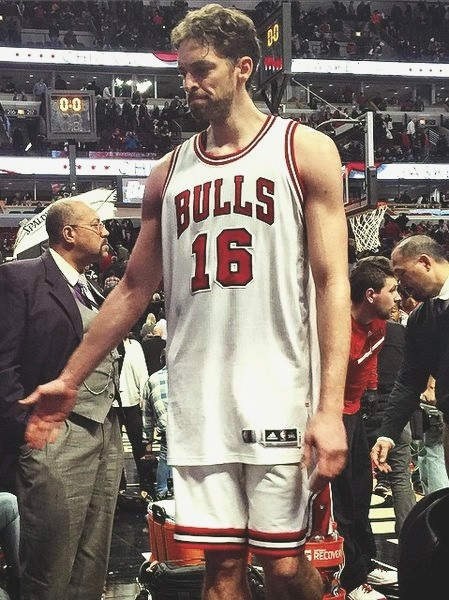
Gasol com os Bulls em 2015

Em 18 de julho de 2014, Gasol assinou um contrato de 3 anos e US$22.3 milhões com o Chicago Bulls. Ele disse depois de ser apresentado: "Foi um pressentimento. Achei que Chicago seria a melhor opção para mim. É um grande desafio, mas sou movido por desafios. Estou ansioso por isso."
Em 1º de janeiro de 2015, Gasol registrou 17 pontos, 9 rebotes e 9 bloqueios, seu recorde na carreira, na vitória por 106-101 sobre o Denver Nuggets. Dez dias depois, ele marcou 46 pontos em uma vitória por 95-87 sobre o Milwaukee Bucks. Em 9 de abril de 2015, ele registrou o 51º duplo-duplo da temporada com 16 pontos e 15 rebotes em uma vitória por 89-78 sobre o Miami Heat. Ele registrou seu 54º duplo-duplo da temporada no último jogo da temporada regular em 15 de abril contra o Atlanta Hawks para terminar como líder da liga em duplos-duplos na temporada de 2014-15.
Em 5 de dezembro de 2015, Gasol se tornou o 116º jogador a atingir 1.000 jogos na temporada regular. Em 25 de janeiro de 2016, ele registrou seu primeiro duplo-duplo no primeiro quarto da carreira com 13 pontos e 10 rebotes. Ele terminou o jogo com 19 pontos e 17 rebotes, quando os Bulls foram derrotados pelo Miami Heat por 89-84. Em 9 de fevereiro, Gasol foi nomeado substituto de Jimmy Butler no All-Star Game de 2016. Em 27 de fevereiro, ele registrou seu oitavo triplo-duplo da carreira e o primeiro como jogador dos Bulls com 22 pontos, 16 rebotes e 14 assistências em uma derrota por 103-95 para o Portland Trail Blazers. Aos 35 anos, ele se tornou o jogador mais velho a registrar um triplo-duplo desde Kobe Bryant aos 36 anos em 2014. Em 7 de março, ele registrou seu segundo triplo-duplo da temporada com 12 pontos, 17 rebotes e 13 assistências na vitória por 100-90 sobre o Milwaukee Bucks, tornando-se apenas o quarto jogador com 35 anos ou mais com vários triplos-duplos em uma temporada, juntando-se a Jason Kidd, Kobe Bryant e Paul Pierce. Em 2 de abril, em uma derrota para o Detroit Pistons, ele se tornou o 38º jogador da NBA a alcançar 10.000 rebotes. Ele também se tornou o 36º com 10.000 pontos e 10.000 rebotes.

### San Antonio Spurs (2016-2019)
Em 14 de julho de 2016, Gasol assinou um contrato de 2 anos e US$31.7 milhões com o San Antonio Spurs.
Em 19 de janeiro de 2017, ele foi descartado indefinidamente depois de quebrar o dedo anelar esquerdo. Em 24 de fevereiro de 2017, em uma vitória por 105-97 sobre o Los Angeles Clippers, Gasol registrou 17 pontos e 11 rebotes em seu retorno de uma ausência de 15 jogos. Em 12 de abril de 2017, Gasol atingiu 20.000 pontos na NBA, tornando-se o segundo jogador europeu a atingir a marca depois de Dirk Nowitzki.
Em 21 de julho de 2017, Gasol assinou um contrato de 3 anos e US$48.8 milhões com os Spurs. Em 20 de dezembro de 2017, ele registrou 20 pontos e 17 rebotes na vitória por 93-91 sobre o Portland Trail Blazers. Em 23 de dezembro de 2017, ele registrou seu 10º triplo-duplo da carreira com 14 pontos, 11 rebotes e 10 assistências na vitória por 108-99 sobre o Sacramento Kings. Em 25 de março de 2018, ele teve 22 pontos e 13 rebotes na derrota por 106-103 para o Milwaukee Bucks.
Depois de jogar nos primeiros nove jogos da temporada de 2018-19, Gasol perdeu os 26 jogos seguintes com uma fratura por estresse no pé direito. Em 1º de março de 2019, ele foi dispensado pelos Spurs.

### Milwaukee Bucks (2019)
Em 3 de março de 2019, Gasol assinou um contrato de 1 ano e US$527 mil com o Milwaukee Bucks.
Ele jogou em três jogos pelos Bucks. Em 23 de março, foi relatado que os Bucks esperavam que Gasol perdesse o próximo mês devido a uma lesão no tornozelo esquerdo. Ele não pôde jogar nos playoffs e passou por uma cirurgia no pé lesionado em 9 de maio de 2019.

### Retorno a Barcelona (2021)
Em 25 de julho de 2019, Gasol assinou um contrato de 1 ano e US$2.56 milhões com o Portland Trail Blazers. Em 20 de novembro, ele foi dispensado sem ter jogado em um jogo pelo time.
Em 23 de fevereiro de 2021, Gasol retornou à Espanha para jogar na Liga ACB pelo FC Barcelona. Ele venceu o título da ACB de 2020–21 e ajudou a equipe a chegar à final da EuroLeague de 2020–21, onde perdeu para o Anadolu Efes.
Em 5 de outubro de 2021, Gasol anunciou sua aposentadoria do basquete profissional.

## Carreira na seleção

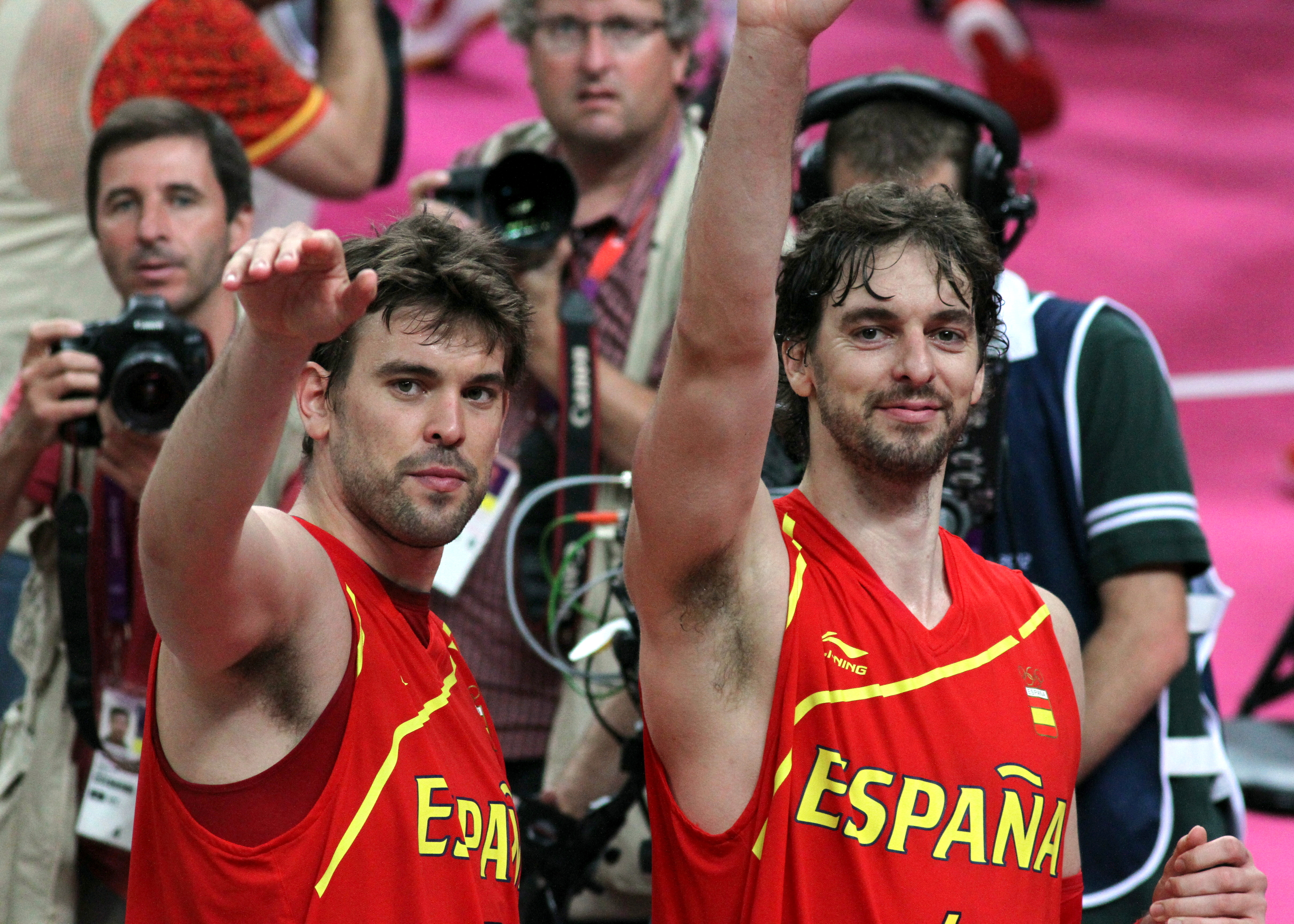
Pau Gasol com o irmão Marc nos Jogos Olímpicos de 2012.

A primeira competição de Gasol com a Seleção Espanhola foi o EuroBasket de 2001. Sendo considerado, contra a própria vontade, o líder da equipe, Gasol acabou com a medalha de bronze na competição. Desde então, Gasol teve muito sucesso com a equipe espanhola, vencendo a Copa do Mundo de 2006 e os torneios EuroBasket de 2009 e 2011, sendo escolhido como o MVP nos dois primeiros; ele também ganhou medalhas de prata no EuroBasket de 2003 e 2007 e nos Jogos Olímpicos de 2008 e 2012.
No EuroBasket de 2015, Gasol foi eleito o MVP da competição, após ter médias de 25,6 pontos e 8,8 rebotes. Ele marcou 40 pontos na semifinal contra a França, que foi metade dos pontos de sua equipe. Em 7 de setembro de 2017, em um jogo contra a Hungria, Gasol se tornou o maior artilheiro de todos os tempos do EuroBasket, passando Tony Parker com 1.033 pontos. Ele terminou em 1.183 pontos.

## Perfil do jogador

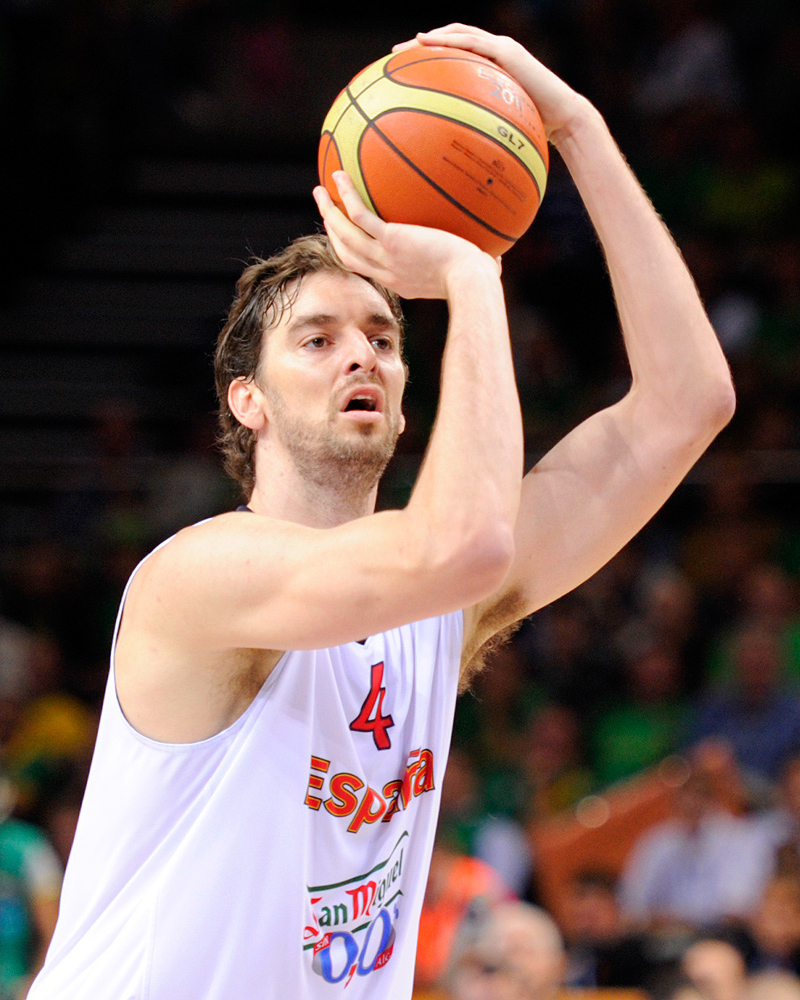
Gasol durante o EuroBasket de 2011

Com 2,13 m, Gasol era atlético para seu tamanho, permitindo que ele jogasse como ala-pivô e Pivô, assim como Dirk Nowitzki. Seu jogo geral era quase ambidestro, dificultando a defesa das equipes adversárias. A velocidade dos seus movimentos em relação ao seu tamanho permitiu que ele fizesse contra-ataque e finalizasse com eficiência. Ele também era um passador habilidoso com média de 3,2 assistências ao longo de sua carreira. Defensivamente, ele era um bloqueador de chutes acima da média com médias de 1,7 bloqueios. Kobe Bryant disse sobre Gasol: "Você teria dificuldade em encontrar um grande homem com seu conjunto de habilidades na história do jogo".
Gasol registrou mais de 550 duplos-duplos em sua carreira na NBA. Em 2 de abril de 2016, ele se tornou o 36º jogador na história da NBA a atingir a marca de 10.000 pontos/10.000 rebotes. Enquanto Gasol se tornou o 43º jogador na história da NBA a atingir a marca de 20.000 pontos, ele é apenas o quarto com tantos pontos, 10.000 rebotes, 3.500 assistências e 1.500 bloqueios.

## Vida pessoal

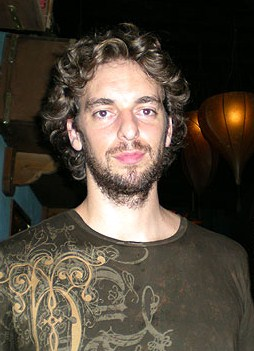
Gasol em 2008

Gasol continua fortemente interessado em medicina. Ele visita regularmente o Hospital Infantil de Los Angeles, uma parada padrão para atletas que fazem visitas de caridade na área de Los Angeles, mas não limita seus negócios a visitar pacientes jovens. Em uma visita, ele fez perguntas bem informadas a um grupo de médicos sobre o tratamento de crianças com escoliose. Em abril de 2010, Gasol estava programado para participar de uma cirurgia na coluna, usando aventais cirúrgicos, com o Dr. David Skaggs, chefe de cirurgia ortopédica do hospital. Skaggs disse: "Nós conversamos com ele agora quase como se ele fosse um colega cirúrgico". Gasol cancelou seus planos originais de fazer uma cirurgia quando ficou com febre no dia anterior à operação, não querendo correr o risco de infectar ninguém no hospital. Ele conseguiu reagendar sua observação para junho de 2010, testemunhando Skaggs liderando uma equipe operando uma menina de 13 anos do Colorado com escoliose.
Gasol tem uma ampla gama de interesses intelectuais e culturais. Ele aprendeu sozinho italiano e francês. Enquanto estava no Los Angeles Lakers, ele e Kobe Bryant conversaram durante os jogos em espanhol para impedir que os adversários soubessem de seus planos. Gasol também lê regularmente romances históricos, toca música clássica em seu teclado e assiste a concertos e óperas; é amigo do tenor espanhol Plácido Domingo e costuma visitá-lo nos bastidores após as apresentações.
Gasol se casou com Catherine McDonnell em julho de 2019. Ele postou uma foto de seu casamento em sua conta do Instagram. A filha do casal, Elisabet Gianna Gasol, nasceu em 13 de setembro de 2020. O nome do meio de Elisabet é uma homenagem à falecida filha de Bryant e à viúva de Bryant, Vanessa, é sua madrinha.
Seus pais se mudaram para o subúrbio de Memphis, depois que ele assinou com o Memphis Grizzlies, e matriculou seus irmãos mais novos Marc e Adrià na Lausanne Collegiate School. Eles planejavam se mudar para a área de Los Angeles quando Pau foi negociado com os Lakers, com Agustí aceitando um emprego em uma empresa de assistência médica nessa área. No entanto, quando Marc decidiu assinar com os Grizzlies, seus pais optaram por ficar na cidade. Agustí agora trabalha em casa para a mesma empresa, enquanto Marisa agora é voluntária no St. Jude Children's Research Hospital.

### Trabalho e compromisso social
Em 2003, Gasol foi nomeado embaixador da UNICEF e, desde então, tem participado repetidamente em diferentes campanhas, viajando várias vezes pela África para participar de seus projetos. Em reconhecimento ao seu compromisso com a solidariedade, ele recebeu o Prêmio Corazón de Oro em 2004, concedido pela Fundação Espanhola do Coração, e o Prêmio Atleta de Caridade de 2010, concedido pela Fundação SOS. Gasol trabalhou em apoio à sobrevivência infantil e aos direitos das crianças em outros países africanos, bem como em campanhas contra a desnutrição. Além disso, desde sua chegada a Memphis, ele trabalhou no Saint Jude Children's Research Hospital, que visita todas as vezes que está na cidade onde morou no início de sua carreira.
Em 2009, Gasol, juntamente com vários outros jogadores da NBA, juntou-se ao programa de caridade "Hoops for St. Jude" que beneficia o Hospital de Pesquisa Infantil St. Jude.
Em 2010, o Projeto Pau da UNICEF começou na Etiópia, para ajudar na luta contra a desnutrição infantil, que a cada ano tira a vida de mais de 2 milhões de crianças, e pelo direito à educação. Em dezembro de 2010, ele participou, junto com outras estrelas da NBA, do We Are Bigger Than Aids, uma campanha contra o vírus HIV.
Em 2012, a Associação de Escritores de Basquete Profissional afirmou que Pau “personifica tudo o que há de bom nos jogadores da NBA e seus projetos de caridade, não apenas em suas próprias comunidades, mas em todo o mundo, trabalhando para ajudar as crianças a alcançar seus objetivos e ter a oportunidades que não teriam de outra forma.” Assim, em abril de 2015, eles lhe deram o Prêmio Magic Johnson.
Em setembro de 2018, após a publicação de seu livro Bajo el aro, Gasol disse que, apesar de não ser médico, tenta usar seu perfil público para ajudar os outros. Naquele mesmo mês, ele se juntou à campanha da Fundación Atresmedia da Espanha para trazer famílias para as escolas.
Em julho de 2019, ele foi nomeado Campeão Global de Nutrição e Obesidade Infantil Zero pela UNICEF Global.

### Fundação Gasol
Em 2013, junto com seu irmão Marc, Pau fundou a Fundação Gasol, para ajudar a promover a saúde da comunidade e hábitos de vida saudáveis, especialmente prevenindo e combatendo a obesidade infantil. Em março de 2017, eles decidiram mudar a sede da Fundação de Barcelona para Sant Boi, onde nasceu. Junto com seu irmão, ele recebeu o Prêmio Especial de Reconhecimento da Estrategia NAOS pelo trabalho da Fundação Gasol no combate à obesidade infantil.
Em setembro de 2019, a Fundação Gasol apresentou o Estúdio Pasos, trabalho pioneiro no estudo dos níveis de obesidade em crianças de 8 a 18 anos, e que também esclareceu os níveis de inatividade física de crianças e adolescentes. Na coletiva de imprensa de apresentação do estudo, Pau pediu ações concretas de governos, famílias e indústria alimentícia para acabar com esse problema.

### Defendendo a igualdade no esporte
Em maio de 2018, ele publicou uma carta aberta no The Players Tribune defendendo o papel das mulheres como treinadoras e especificamente a favor da candidatura de Becky Hammon como treinadora da NBA. Ele observou que em seus 72 anos de história nunca houve uma mulher treinadora e defendeu a adoção de novas normas sociais para atender a esse período de mudança de igualdade e diversidade.

### Participação em associações e clubes desportivos
De 2017 a 2020, ele foi vice-presidente da Associação de Jogadores da NBA. Ele foi o primeiro jogador a participar do Comitê Executivo desta associação sem ter estado anteriormente na NCAA.
Desde junho de 2019, Gasol é membro do Conselho Consultivo do Esporte Espanhol (CADE), que faz parte da Associação do Esporte Espanhol (ADESP). Além disso, é Assessor Estratégico e Embaixador Global do Barcelona nos Estados Unidos. A partir dessa posição, ele defende os valores do esporte e as propostas de vida saudável defendidas por sua Fundação.

## Estatísticas da carreira
| † | Campeão da temporada da NBA |

### NBA

#### Temporada regular
| Ano      | Equipe    | PJ    | PT    | MPJ  | AP   | 3P   | LL   | RT   | AS  | BR  | TO  | PPJ  |
| -------- | --------- | ----- | ----- | ---- | ---- | ---- | ---- | ---- | --- | --- | --- | ---- |
| 2001-02  | Grizzlies | 82    | 79    | 36.7 | .518 | .200 | .709 | 8.9  | 2.7 | .5  | 2.1 | 17.6 |
| 2002-03  | Grizzlies | 82    | 82    | 36.0 | .510 | .100 | .736 | 8.8  | 2.8 | .4  | 1.8 | 19.0 |
| 2003-04  | Grizzlies | 78    | 78    | 31.5 | .482 | .267 | .714 | 7.7  | 2.5 | .6  | 1.7 | 17.7 |
| 2004-05  | Grizzlies | 56    | 53    | 32.0 | .514 | .167 | .768 | 7.3  | 2.4 | .7  | 1.7 | 17.8 |
| 2005-06  | Grizzlies | 80    | 80    | 39.2 | .503 | .250 | .689 | 8.9  | 4.6 | .6  | 1.9 | 20.4 |
| 2006-07  | Grizzlies | 59    | 59    | 36.2 | .538 | .273 | .748 | 9.8  | 3.4 | .5  | 2.1 | 20.8 |
| 2007-08  | Grizzlies | 39    | 39    | 36.7 | .501 | .267 | .819 | 8.8  | 3.0 | .4  | 1.4 | 18.9 |
| 2007-08  | Lakers    | 27    | 27    | 34.0 | .589 | .000 | .789 | 7.8  | 3.5 | .5  | 1.6 | 18.8 |
| 2008-09  | Lakers†   | 81    | 81    | 37.0 | .567 | .500 | .781 | 9.6  | 3.5 | .6  | 1.0 | 18.9 |
| 2009-10  | Lakers†   | 65    | 65    | 37.0 | .536 | .000 | .790 | 11.3 | 3.4 | .6  | 1.7 | 18.3 |
| 2010-11  | Lakers    | 82    | 82    | 37.0 | .529 | .333 | .823 | 10.2 | 3.3 | .6  | 1.6 | 18.8 |
| 2011-12  | Lakers    | 65    | 65    | 37.4 | .501 | .259 | .782 | 10.4 | 3.6 | .6  | 1.4 | 17.4 |
| 2012-13  | Lakers    | 49    | 42    | 33.8 | .466 | .286 | .702 | 8.6  | 4.1 | .5  | 1.2 | 13.7 |
| 2013-14  | Lakers    | 60    | 60    | 31.4 | .480 | .286 | .736 | 9.7  | 3.4 | .5  | 1.5 | 17.4 |
| 2014–15  | Bulls     | 78    | 78    | 34.4 | .494 | .462 | .803 | 11.8 | 2.7 | .3  | 1.9 | 18.5 |
| 2015–16  | Bulls     | 72    | 72    | 31.8 | .469 | .348 | .792 | 11.0 | 4.1 | .6  | 2.0 | 16.5 |
| 2016–17  | Spurs     | 64    | 39    | 25.4 | .502 | .538 | .707 | 7.8  | 2.3 | .4  | 1.1 | 12.4 |
| 2017–18  | Spurs     | 77    | 63    | 23.5 | .458 | .358 | .756 | 8.0  | 3.1 | .3  | 1.0 | 10.1 |
| 2018–19  | Spurs     | 27    | 6     | 12.2 | .466 | .500 | .711 | 4.7  | 1.9 | .2  | .5  | 4.2  |
| 2018–19  | Bucks     | 3     | 0     | 10.0 | .167 | .333 | .500 | 3.3  | .7  | .0  | .3  | 1.3  |
| Carreira | Carreira  | 1.226 | 1.150 | 31.6 | .489 | .286 | .742 | 8.7  | 3.0 | .4  | 1.4 | 15.9 |
| All-Star | All-Star  | 4     | 0     | 19.0 | .563 | .000 | .889 | 8.3  | 1.0 | 0.5 | 0.8 | 11.0 |

### Playoffs
| Ano      | Equipe    | PJ  | PT  | MPJ  | AP   | 3P    | LL   | RT   | AS  | BR  | TO  | PPJ  |
| -------- | --------- | --- | --- | ---- | ---- | ----- | ---- | ---- | --- | --- | --- | ---- |
| 2004     | Grizzlies | 4   | 4   | 33.5 | .571 | .000  | .900 | 5.0  | 2.5 | 1.0 | 1.5 | 18.5 |
| 2005     | Grizzlies | 4   | 4   | 33.3 | .487 | 1.000 | .500 | 7.5  | 2.5 | 0.5 | 1.8 | 21.3 |
| 2006     | Grizzlies | 4   | 4   | 39.5 | .433 | .000  | .767 | 6.8  | 3.0 | 0.5 | 1.3 | 20.3 |
| 2008     | Lakers    | 21  | 21  | 39.8 | .530 | .000  | .692 | 9.3  | 4.0 | 0.5 | 1.9 | 16.9 |
| 2009     | Lakers†   | 23  | 23  | 40.5 | .580 | .000  | .714 | 10.8 | 2.5 | 0.8 | 2.0 | 18.3 |
| 2010     | Lakers†   | 23  | 23  | 39.7 | .539 | .000  | .759 | 11.1 | 3.5 | 0.4 | 2.1 | 19.6 |
| 2011     | Lakers    | 10  | 10  | 35.8 | .420 | .500  | .800 | 7.8  | 3.8 | 0.4 | 1.7 | 13.1 |
| 2012     | Lakers    | 12  | 12  | 37.0 | .434 | .400  | .828 | 9.5  | 3.7 | 0.5 | 2.1 | 12.5 |
| 2013     | Lakers    | 4   | 4   | 36.5 | .481 | .000  | .545 | 11.5 | 6.5 | 0.5 | 0.8 | 14.0 |
| 2015     | Bulls     | 10  | 10  | 31.7 | .487 | .000  | .762 | 9.4  | 3.1 | .5  | 2.1 | 14.4 |
| 2017     | Spurs     | 16  | 7   | 22.8 | .439 | .333  | .708 | 7.1  | 1.9 | .4  | .9  | 7.7  |
| 2018     | Spurs     | 5   | 0   | 18.0 | .500 | .333  | .900 | 4.8  | 2.8 | .0  | .2  | 6.0  |
| Carreira | Carreira  | 105 | 105 | 38.6 | .515 | .333  | .738 | 9.7  | 3.4 | 0.6 | 1.9 | 17.2 |

### EuroLeague
| Ano      | Equipe    | PJ | PT | MPJ  | AP   | 3P   | LL   | RT  | AS | BR | TO | PPJ  |
| -------- | --------- | -- | -- | ---- | ---- | ---- | ---- | --- | -- | -- | -- | ---- |
| 1999–00  | Barcelona | 21 | 8  | 13.4 | .545 | .333 | .609 | 2.1 | .3 | .1 | .2 | 4.3  |
| 2000–01  | Barcelona | 6  | 5  | 25.7 | .667 | .500 | .738 | 6.0 | .7 | .8 | .7 | 18.5 |
| 2020–21  | Barcelona | 7  | 2  | 9.5  | .429 | .500 | .714 | 2.4 | .4 | .4 | .9 | 4.6  |
| Carreira | Carreira  | 34 | 15 | 16.2 | .547 | .444 | .686 | 3.5 | .4 | .4 | .6 | 9.1  |